# Tom Sturridge
Thomas Sidney Jerome Sturridge (Londres, Inglaterra, 21 de diciembre de 1985), conocido como Tom Sturridge,  es un actor británico. 
Es conocido por su trabajo en Conociendo a Julia, Mentes siniestras, Waiting for Forever, On the Road o The Sandman.

## Biografía
Sturridge nació en Lambeth, Londres, hijo del director Charles Sturridge y actriz Phoebe Nicholls, y un nieto del actor Anthony Nicholls y la actriz Fe Kent (Heaslip de soltera). El bisabuelo de su madre fue el fotógrafo Horacio Nicholls. Es el mayor de tres hermanos, Arthur y Matilde, siendo estos dos también actores. Estudió en Harrodian School y en Winchester College, pero abandonó antes de terminar los estudios.

## Carrera

### 1996-2006
Inició su carrera en 1996 como actor infantil en la adaptación televisiva de Los viajes de Gulliver, dirigida por su padre y coprotagonizada por su madre. En 2004 reapareció en la película La feria de las vanidades. La historia, situada en Londres, se centra en Becky Sharp (Reese Witherspoon), una mujer pobre que posee la ambición por subir en la escala social. Ese mismo año apareció en Conociendo a Julia. El filme, situado en los años 30 de la capital inglesa, cuenta la historia de dos actores de teatro (Annette Bening y Jeremy Irons) y sus experiencias con el amor y la venganza.
En 2005 interpretó a William Herbert, conde tercero de Pembroke en A Waste of Shame: The Mystery of Shakespeare and His Sonnets.
En abril de 2006 Sturridge fue escogido para protagonizar la trilogía de ciencia ficción Jumper (2008). Sin embargo, los productores New Regency y 20th Century Fox, por temor a gastar más de 100 millones de dólares en una película protagonizada por un actor desconocido, lo reemplazaron por Hayden Christensen. Ese mismo año interpretó el papel de Nigel en el thriller psicológico, Mentes Siniestras. El filme narra la difícil tarea que tendrá Sally Rowe (Toni Collette), una psicóloga forense, de determinar si un menor llamado Alex (Eddie Redmayne) debe enfrentar cargos de asesinato por matar a su compañero de clases (Sturridge).

### 2009-presente
En 2009, Tom apareció como Carl, uno de los papeles principales en la comedia de Richard Curtis, Radio encubierta, junto a Bill Nighy, Rhys Ifans y Philip Seymour Hoffman. La película se basa en la historia de una radio pirata de los años 1960 que emitía música rock, pop y de protesta desde sus estudios en un barco petrolero abandonado y anclado en las aguas del norte de Inglaterra las 24 horas del día, cuando las radios locales y nacionales de Inglaterra sólo tenían permiso para emitir 45 minutos de música rock al día.
En septiembre de ese mismo año, hizo su debut en el escenario con Punk Rock, una obra dramática de Simon Stephens en el Lyric Theatre Hammersmith. Por su actuación, fue nominado en la categoría de Actor debutante más destacado en los Premios Evening Standard de 2009, y ganó el Premio del círculo de la crítica de teatro en esa misma categoría.
En 2010 participó junto a Rachel Bilson en un proyecto indie-romántico, Waiting for Forever. El filme cuenta la historia de Will, un joven sin trabajo que se dedica al arte callejero y decide ir en búsqueda de Emma, el amor de su infancia. La producción se llevó a cabo en Salt Lake City, Utah. En agosto de ese año Sturridge comenzó a grabar, en Montreal, Canadá, la película En el camino (2012), adaptación de la novela de Jack Kerouac interpretando a Carlo Marx junto a Kristen Stewart, Garrett Hedlund y Sam Riley.  Dicha película fue presentada en el 65th edición del Festival de Cannes con críticas positivas.
A finales del 2012 se realizó la grabación de Effie Gray, donde Tom interpreta al pintor e ilustrador inglés Everett Millais. La película da una mirada sobre la misteriosa relación entre crítico de arte victoriano John Ruskin (Greg Wise) y su esposa adolescente Effie Gray (Dakota Fanning). El set de grabación tuvo su localización en Venecia (Italia) y estuvo bajo la dirección de Richard Laxton. Se tiene previsto su estreno para octubre de 2013.
En abril de 2013 Tom estrenó la obra dramática Orphans en Broadway, la cual protagonizó en el papel de Phillip, quien tiene una discapacidad. Parte del elenco estaba conformado por Alec Baldwin y Ben Foster. Por su actuación, Sturridge recibió una nominación a los Premios Tony en la categoría Mejor actor principal en una obra de teatro. En 2017, interpretó a Winston Smith en la producción de Broadway, 1984. En 2019, Sturridge actuó junto a Jake Gyllenhaal en la obra de Broadway, Sea Wall/A Life, por la que recibió una nominación a los Premios Tony en la categoría Mejor actor principal en una obra de teatro.
En enero de 2021, se confirmó que Sturridge interpretaría a Dream en la adaptación de Netflix, The Sandman.

## Campañas publicitarias
Sturridge y su pareja Sienna Miller fueron la cara de la campaña temporada otoño / invierno 2013/14 llamada "Trench Kisses" de Burberry,
y de otro spot publicitario de la pareja para la marca promocionando la tempora con motivo navideño.

## Vida personal
Desde principios del 2011 Sturridge ha estado saliendo con la actriz y modelo estadounidense Sienna Miller.  El 6 de enero de 2012 se informó que ambos estarían esperando la llegada de su primer hijo.  La pareja se comprometió en febrero del mismo año y el 8 de julio Sienna dio a luz a su hija en Londres llamándola Marlowe. Se separó de Sienna Miller en 2015.

## Filmografía

### Cine
| Year | Title                      | Role                 | Notes                                |
| ---- | -------------------------- | -------------------- | ------------------------------------ |
| 1997 | FairyTale: A True Story    | Hab                  |                                      |
| 2004 | Vanity Fair                | Joven Georgy         |                                      |
| 2004 | Being Julia                | Roger Gosselyn       |                                      |
| 2005 | Brothers of the Head       | Barry Howe           |                                      |
| 2006 | Like Minds                 | Nigel Colby          |                                      |
| 2009 | The Boat That Rocked       | Carl                 | Pirate Radio off the coast of the UK |
| 2011 | Waiting for Forever        | Will Donner          |                                      |
| 2011 | Junkhearts                 | Danny                |                                      |
| 2012 | On the Road                | Carlo Marx           |                                      |
| 2013 | Effie Gray                 | John Everett Millais |                                      |
| 2014 | Far from the Madding Crowd | Sargento Troy        |                                      |
| 2015 | Remainder                  | Tom                  |                                      |
| 2017 | Song to Song               | Hermano de BV        |                                      |
| 2017 | Mary Shelley               | Lord Byron           |                                      |
| 2017 | Journey's End              | Hibbert              |                                      |
| 2019 | Velvet Buzzsaw             | Jon Dondon           |                                      |
| 2024 | Widow Clicquot             | François Clicquot    |                                      |

### Televisión
| Año       | Título             | Rol             | Notas                    |
| --------- | ------------------ | --------------- | ------------------------ |
| 1996      | Gulliver's Travels | Tom Gulliver    | Miniserie                |
| 2004      | A Waste of Shame   | William Herbert | Película para televisión |
| 2016      | The Hollow Crown   | Henry VI        |                          |
| 2018-2019 | Sweetbitter        | Jake            | Papel principal          |
| 2022      | The Sandman        | Dream           | Papel principal          |

### Teatro
| Año  | Título           | Rol           | Teatro                                  |
| ---- | ---------------- | ------------- | --------------------------------------- |
| 2010 | Punk Rock        | William       | Lyric Hammersmith (Londres, Inglaterra) |
| 2011 | Wastwater        | Harry         | Royal Court (Londres, Inglaterra)       |
| 2013 | No Quarter       | Robin         | Royal Court (Londres, Inglaterra)       |
| 2013 | Orphans          | Phillip       | Schoenfeld Theatre                      |
| 2015 | The Trial        | God           | Young Vic Theatre                       |
| 2015 | American Buffalo | Bobby         | Wyndham's Theatre                       |
| 2017 | 1984             | Winston Smith | Hudson Theatre                          |
| 2019 | Sea Wall/A Life  | Alex          | The Public Theater                      |
| 2019 | Sea Wall/A Life  | Alex          | Hudson Theatre                          |